# Jagdstaffel 13
La Jagdstaffel 13 (in tedesco: Königlich Preußische Jagdstaffel Nr 13, abbreviato in Jasta 13) era una squadriglia (staffel) da caccia della componente aerea del Deutsches Heer, l'esercito dell'Impero tedesco, durante la prima guerra mondiale (1914-1918).

## Storia
La Jagdtsaffel 13 venne fondata il 16 settembre del 1916 con piloti e mezzi provenienti dalle unità aeree specializzate Eindecker-Staffel I e Eindecker-Staffel II e divenne operativa dal 15 ottobre.
I primi velivoli assegnati alla squadriglia non sono conosciuti; si può supporre che i primi aerei siano stati i Fokker Eindecker usati dai reparti che vennero utilizzati per la sua formazione. Più avanti la squadriglia fu equipaggiata dapprima con i triplani Fokker Dr.I e verso il termine del conflitto con i più potenti Fokker D.VII.
La Jagdstaffel 13 ottenne la sua prima vittoria aerea il 22 gennaio 1917. Nella primavera del 1917, la squadriglia venne assegnata a sostegno della 7ª Armata. Nel mese di settembre entrò a far parte del Jagdgruppe von Braun insieme alle Jagdstaffeln 14, 16, 21, 22, 23, 32, e 34.
Nel mese di febbraio del 1918 la Jagdstaffel 13 venne assegnata al Jagdgruppe II con base a Marle insieme alle Jagdstaffeln 12, 15 e 19. Nel marzo del 1918, all'inizio della grande offensiva tedesca, la squadriglia venne assegnata alla 18ª Armata. Da questo momento la Jagdstaffel 13 verrà spostata molte volte in vari aerodromi, diventando quindi un'unità itinerante. Nel mese di giugno venne messa a sostegno della 1ª Armata con base a Mesnil per poi essere messa a sostegno della 2ª Armata, poi della 3ª Armata per poi tornare a sostegno della 1ª Armata e infine a supporto della 5. Armee (Deutsches Heer). La squadriglia venne spostata presso l'aerodromo di Treviri (Germania) il giorno prima dell'armistizio.
Il Leutnant Franz Büchner fu l'ultimo Staffelführer (comandante) della Jagdstaffel 13 dal 15 giugno del 1918 fino alla fine della guerra.
Alla fine della prima guerra mondiale alla Jagdstaffel 13 vennero accreditate 109 vittorie aeree. Di contro, la Jasta 13 perse 12 piloti, un pilota morto in incidente di volo, 2 piloti furono fatti prigionieri e 2 furono feriti in azione.

## Lista dei comandanti della Jagdstaffel 13
Di seguito vengono riportati i nomi dei piloti che si succedettero al comando della Jagdstaffel 13.
| Grado                | Nome                      | Periodo                               |
| -------------------- | ------------------------- | ------------------------------------- |
| Oberleutnant         | Erhard Egerer             | ~16 settembre 1916 - 26 dicembre 1916 |
| Oberleutnant         | Eduard Ritter von Dostler | 27 dicembre 1916 - ~19 febbraio 1917  |
| Leutnant de Reserves | Wolfgang Güttler          | 20 febbraio 1917 - 29 ottobre 1917    |
| Oberleutnant         | Alex Thomas               | 21 febbraio 1918 - 1 maggio 1918      |
| Leutnant de Reserves | Wilhelm Schwartz          | 1 maggio 1918 - 15 giugno 1918        |
| Leutnant             | Franz Büchner             | 15 giugno 1918 - 11 novembre 1918     |

## Lista delle basi utilizzate dalla Jagdstaffel 13
- Mars-la-Tour'
- La Selve (Aisne)
- Le Clos Ferme
- Marle
- Cambrai
- Reneuil Ferme
- Autremencourt
- Guise
- Roupy
- Guisecourt
- Balâtre
- Boneuil Ferme
- Le Mesnil, Nesle
- Mesnil-Bruntel
- Leffincourt
- Chéry-lès-Pouilly
- Foreste
- Fontaine-Notre-Dame
- Neuflize
- Tichémont
- Stenay
- Carignan
- Florenville
- Treviri

## Lista degli assi che hanno prestato servizio nella Jagdstaffel 13
Di seguito vengono elencati i nomi dei piloti che hanno prestato servizio nella Jagdstaffel 13 con il numero di vittorie conseguite durante il servizio nella squadriglia e riportando tra parentesi il numero di vittorie aeree totali conseguite.
| Asso                      | Vittorie |
| ------------------------- | -------- |
| Franz Büchner             | 39 (40)  |
| Albert Haussmann          | 9 (15)   |
| Werner Niethammer         | 6        |
| Wolfgang Güttler          | 4 (8)    |
| Robert Hildebrand         | 4 (6)    |
| Hans Martin Pippart       | 4 (22)   |
| Wilhelm Schwartz          | 4 (8)    |
| Eduard Ritter von Dostler | 1 (26)   |
| Reinhold Jörke            | 1 (14)   |

## Lista degli aerei utilizzati dalla Jagdstaffel 13
- Fokker Eindecker
- Fokker Dr.I
- Fokker D.VII